# Гуранда
Гуранда (рум. Guranda) — село у повіті Ботошані в Румунії. Входить до складу комуни Дурнешть.
Село розташоване на відстані 378 км на північ від Бухареста, 30 км на схід від Ботошань, 79 км на північний захід від Ясс.

## Населення
За даними перепису населення 2002 року у селі проживали 960 осіб, усі — румуни. Усі жителі села рідною мовою назвали румунську.